# Meisendickkopf
Der Meisendickkopf (Falcunculus frontatus) ist eine Singvogelart, die in Australien endemisch ist. Er wird in eine eigene, monogenerische Familie Falcunculidae gestellt.

## Merkmale
Der Meisendickkopf erreicht eine Körperlänge von 15 bis 19 Zentimeter. Er hat ein grünlichgelbes Gefieder. Der Bauch ist gelb. Der dicke Kopf ist schwarz mit mehreren großen weißen Flecken um den Bereich der Augen versehen. Der kräftige, hakenförmige Schnabel ohne Borsten ist schwarz und die Beine sind grau. Der Rücken ist grün und die Flügel und der Schwanz sind schwarz. Der Unterschied zwischen Männchen und Weibchen ist die Färbung der Kehle, die beim Männchen olivgrün und beim Weibchen schwarz ist. Sie sehen der europäischen Kohlmeise sehr ähnlich. Es werden mehrere Unterarten unterschieden, die sich nur ein wenig in der Färbung des Gefieders voneinander unterscheiden.

## Lebensraum
Der Meisendickkopf kommt in Regenwäldern, offenen Waldgebieten, Grasland mit Eukalyptushainen vor. Auch in den Gärten menschlicher Siedlungen ist er anzutreffen.

## Lebensweise
Der Meisendickkopf hackt mit seinem Hakenschnabel die Rinde von Bäumen auf, um an darunterliegende Insekten und deren Larven zu kommen. Der melodische Gesang enthält pfeifenartige oder glockenartige Töne.

## Fortpflanzung
In der Fortpflanzungszeit kommen diese Vögel in kleinen Gruppen zusammen. Das Nest, welches in Kronen höherer Bäume angelegt wird, besteht aus kleineren Rindenstücken, die mit Hilfe von Spinnenseide zusammengehalten werden. Das Weibchen legt 2 oder 3 Eier. Nach 20 Tagen schlüpfen die Jungen. Nicht brütende Artgenossen helfen bei der Aufzucht der Jungen mit. Nach ca. 2 Wochen verlassen die Jungen das Nest.

## Systematik
Die Art wurde traditionell einer weitgefassten Familie Pachycephalidae zugeschlagen. Aufgrund der Morphologie und Lebensweise wurde oft eine engere Verwandtschaft mit dem auf Neuguinea endemischen Lappenpflugschnabel (Eulacestoma nigropectus) vermutet, mit der er, etwa von Ernst Mayr, in einer Unterfamilie vereinigt wurde (nachdem er in der Encyclopédie d'histoire naturelle im 19. Jahrhundert schon einmal in eine eigene Familie gestellt worden war). Phylogenomische Untersuchungen, bei denen die Verwandtschaft anhand des Vergleichs homologer DNA-Sequenzen ermittelt wird, haben aber ergeben, dass eine so abgegrenzte Familie Pachycephalidae keine monophyletische Einheit ist und daher aufgegeben werden muss. Spätere Untersuchungen erwiesen dann, dass auch eine nähere Verwandtschaft zu Eulacestoma nicht besteht. Seit etwa 2003 hat es sich daher eingebürgert, den Meisendickkopf in eine monotypische Familie Falcunculidae zu stellen. Das Schwestergruppen-Verhältnis ist dabei noch ungeklärt und zwischen verschiedenen Analysen nicht stabil.

## Unterarten
Es sind drei Unterarten bekannt:, die von anderen Autoren auch als eigenständige Arten angesehen werden, dieser Auffassung wird bei HBW alive gefolgt.
- Falcunculus frontatus frontatus (Latham, 1801)[6] kommt im Südosten Australiens vor. Sie gilt als ungefährdet.[7]
- Falcunculus frontatus whitei A. J. Campbell, 1910[8] kommt im nordwestlichen und nördlichen Australien vor. Sie wird von der IUCN als Art anerkannt und gilt als ungefährdet.[9], wird aber vom australischen Umweltministerium als „gefährdet“[10] und im Action Plan for Australian Birds 2000 sogar als gefährdet (Endangered)[11] eingeschätzt.
- Falcunculus frontatus leucogaster Gould, 1838[12] ist im Südwesten Australiens verbreitet. Die IUCN listet dieses Taxon als Art in der Kategorie „nicht gefährdet“. Im Action Plan for Australian Birds 2000 gilt sie als „near threatened“.[11]